# سوخومی
سوخومی (به گرجی:სოხუმი) مرکز جمهوری خودمختار آبخازستان با جمعیت ۱۲۵ هزار نفر (۲۰۰۳ م) است.
سوخومی شهری در یک خلیج وسیع در ساحل شرقی دریای سیاه است. این شهر هم پایتخت و هم بزرگ‌ترین شهر جمهوری آبخازستان است، یک کشور به رسمیت شناخته شده جزئی که بیشتر کشورها آن را بخشی از گرجستان می‌دانند. این شهر از زمان جنگ آبخاز در سال‌های ۱۹۹۲–۱۹۹۳ توسط آبخازستان کنترل می‌شود. این شهر که دارای فرودگاه سوخومی درندا است، به دلیل سواحل، آسایشگاه‌ها، چشمه‌های آب معدنی و آب و هوای نیمه گرمسیری، یک بندر، محل اتصال راه‌آهن و یک تفرجگاه تفریحی است. همچنین عضو باشگاه بین‌المللی دریای سیاه است. شمار زیادی از گردشگران روسی برای تعطیلات به سوخومی می‌آیند.
تاریخ سوخومی را می‌توان به قرن ششم قبل از میلاد ردیابی کرد، زمانی که توسط یونانیان که آن را دیوسکوریاس نامیدند، مستقر شد. در این زمان و دوره رومی بعدی، بیشتر شهر زیر دریای سیاه ناپدید شد. این شهر زمانی که بخشی از پادشاهی آبخاز و سپس پادشاهی متحد گرجستان شد، تسخومی نامیده شد. این شهر که توسط شاهزادگان محلی مورد مناقشه بود، در دهه ۱۵۷۰ بخشی از امپراتوری عثمانی شد و تا زمانی که در سال ۱۸۱۰ توسط امپراتوری روسیه فتح شد، در آنجا باقی ماند.
پس از یک دوره درگیری در طول جنگ داخلی روسیه، این شهر به‌طور خلاصه بخشی از جمهوری دموکراتیک گرجستان شد، تا اینکه دوباره توسط بلشویک‌ها تصرف شد. در داخل اتحاد جماهیر شوروی، سوخومی به عنوان پایتخت جمهوری سوسیالیستی شوروی آبخازیا و سپس جمهوری سوسیالیستی خودمختار شوروی آبخاز در گرجستان شوروی خدمت می‌کرد. همچنین یک مقصد تعطیلات محبوب بود. با فروپاشی اتحاد جماهیر شوروی در اوایل دهه ۱۹۹۰، این شهر در طول درگیری گرجستان و آبخاز آسیب قابل توجهی دید. جمعیت امروزی ۶۰۰۰۰ نفری تنها نیمی از جمعیت ساکن در آن در پایان حکومت شوروی است.

## نام شهر
سوخومی در زبان‌های مختلف نام‌های متفاوتی دارد. در گرجی به آن سوخومی (Sokhumi)، در زبان مگرلی (که در منطقه سامورزاکن گرجستان رایج است) آکوجیخا (Aqujikha) و در روسی سوخوم (Sukhum) یا سوخومی (Sukhumi) می‌گویند.
ریشه نام سوخومی به کلمه گرجی تسخومی/تسخومی برمی‌گردد که خود از واژه تسخوم در زبان سوانی به معنای «درخت ممرز» گرفته شده است. در زبان آبخازی، این شهر آکوا (Aqwa) نامیده می‌شود که به معنای «ساحل سنگی» است، اما در سنت آبخازی به معنای «آب» نیز به کار می‌رود.
در منابع گرجی قرون وسطی، این شهر تسخومی نامیده می‌شد. در دوران حکومت عثمانی‌ها، نام آن به صخوم‌قلعه تغییر کرد. پس از آن، در زبان روسی تا سال ۱۹۳۶ نام رسمی شهر سوخوم بود، اما سپس به سوخومی تغییر یافت. این نام تا سال ۱۹۹۲ باقی ماند تا اینکه شورای عالی آبخاز نام قبلی را احیا کرد. روسیه نیز در سال ۲۰۰۸ املای رسمی سوخوم را پذیرفت، اگرچه سوخومی هنوز هم استفاده می‌شود.
در زبان انگلیسی، هر دو شکل سوخومی و سوخوم رایج هستند، اما استفاده از سوخومی در حال افزایش است و توسط منابعی مانند سازمان ملل متحد، دانشنامه بریتانیکا و گوگل مپس پذیرفته شده است.

## تاریخ
تاریخچهٔ شهر در اواسط سدهٔ ششم پیش از میلاد آغاز شد، زمانی که یک سکونتگاه قدیمی‌تر از هزارهٔ دوم و اوایل هزارهٔ اول پیش از میلاد، که مورد استفادهٔ قبایل محلی کولخی بود، جای خود را به مستعمرهٔ یونانی «دیوسکوریاس» (به یونانی: Διοσκουριάς) داد. گفته می‌شود که این شهر توسط کاستور و پولوکس، دوقلوهای اسطوره‌های یونانی-رومی، بنیان‌گذاری و نام‌گذاری شده است. بر اساس افسانه‌ای دیگر، این شهر توسط آمفیتوس و کرسیوس از اسپارت، ارابه‌رانان دیوسکوری، تأسیس شده است.
سفال‌های یونانی یافت‌شده در اشرا، در شمال‌تر در امتداد ساحل، قدیمی‌تر از یافته‌های خلیج سوخومی هستند که نشان می‌دهد مرکز سکونتگاه اولیهٔ یونانی ممکن است در آنجا بوده باشد. این شهر در دادوستد بین یونان و قبایل بومی فعال بود، نمک و کالاهایی از بخش‌های مختلف یونان وارد می‌کرد و چوب محلی، کتان و شاهدانه صادر می‌نمود. همچنین، این شهر یکی از مراکز اصلی برده‌داری در کولخیس بود. بازارهای شهر و مناطق اطراف آن به خاطر تنوع زبان‌ها مشهور بودند.
با وجود پیشروی دریا به سمت سرزمین دیوسکوریاس، این شهر به رونق خود ادامه داد و در سدهٔ دوم پیش از میلاد به یکی از شهرهای کلیدی در قلمرو مهرداد ششم، پادشاه پنتوس، تبدیل شد و تا پایان از او حمایت کرد. دیوسکوریاس در حدود سال ۱۰۰ پیش از میلاد سکه‌های برنزی با نمادهای کاستور و پولوکس و دیونیزوس ضرب کرد. در زمان امپراتور روم، آگوستوس، نام شهر به «سباستوپولیس» (به یونانی: Σεβαστούπολις) تغییر یافت. اما رونق آن کاهش یافت و در سدهٔ اول میلادی، پلینیوس این مکان را تقریباً متروک توصیف کرد، اگرچه در زمان آریانوس در دههٔ ۱۳۰ میلادی، شهر همچنان وجود داشت.
بقایای برج‌ها و دیوارهای سباستوپولیس در زیر آب کشف شده است؛ در خشکی، پایین‌ترین لایه‌های کاوش‌شده توسط باستان‌شناسان مربوط به سده‌های اول و دوم میلادی است. بر اساس نوشته‌های گریگوری نیسا، در اواخر سدهٔ چهارم میلادی در این شهر مسیحیانی حضور داشتند. در سال ۵۴۲ میلادی، رومی‌ها شهر را تخلیه کرده و دژ آن را تخریب کردند تا از تصرف آن توسط شاهنشاهی ساسانی جلوگیری کنند. با این حال، در سال ۵۶۵ میلادی، امپراتور ژوستینین یکم دژ را بازسازی کرد و سباستوپولیس به عنوان یکی از پایگاه‌های بیزانسی در کولخیس باقی ماند تا اینکه در سال ۷۳۶ توسط مروان دوم، فاتح خلافت اموی، غارت شد.
شهر پس از آن با نام «تسخومی» شناخته شد. این شهر که توسط دیوان پادشاهان آبخاز از ویرانی‌های ناشی از حملات عرب‌ها بازسازی شده بود، به‌ویژه در دوران عصر طلایی گرجستان در سده‌های دوازدهم و سیزدهم رونق یافت، زمانی که تسخومی به مرکز دادوستد با قدرت‌های دریایی اروپایی، به‌ویژه جمهوری جنوا، تبدیل شد. جنوایی‌ها در اواخر سدهٔ سیزدهم در تسخومی بندر تجاری خود را تأسیس کردند. در این شهر یک اسقف‌نشین کاتولیک نیز وجود داشت که امروزه به عنوان یک صندلی اسمی شناخته می‌شود. یک کنسولگری جنوایی در سال ۱۳۵۴ با کنسولی که از فئودوسیا فرستاده شده بود، تأسیس شد. علی‌رغم درگیری‌های گاه‌به‌گاه با بومیان، این کنسولگری تا سال ۱۴۵۶ فعال بود.
شهر تسخومی به اقامتگاه تابستانی فرمانروایان گرجستان تبدیل شد. به گفتهٔ پژوهشگر روسی، و. سیزوف، این شهر به یک «مرکز فرهنگی و اداری مهم در پادشاهی متحد گرجستان» تبدیل شد. بعدها، تسخومی به عنوان پایتخت اودیشی، مقر فرمانروایان شاهزاده‌نشین مینگرلیا مورد استفاده قرار گرفت. در این شهر وامک یکم دادینی (حدود ۱۳۸۴–۱۳۹۶)، تأثیرگذارترین فرد از خاندان دادینی، سکه‌های خود را ضرب کرد.

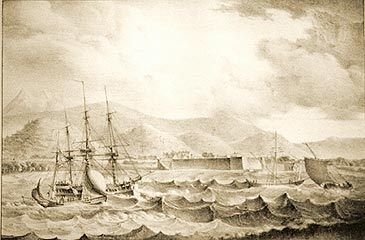
دژ صخوم‌قلعه در اوایل سدهٔ نوزدهم میلادی.

اسناد سدهٔ پانزدهم به وضوح تسخومی را از شاهزاده‌نشین آبخازستان متمایز کرده‌اند. نیروی دریایی امپراتوری عثمانی در سال ۱۴۵۱ این شهر را اشغال کرد، اما برای مدت کوتاهی. بعدها، این شهر میان شاهزادگان آبخاز و مینگرلیا مورد مناقشه قرار گرفت، تا اینکه سرانجام در دههٔ ۱۵۷۰ به تصرف ترک‌ها درآمد. حکمرانان جدید شهر را به شدت مستحکم کردند و آن را صخوم‌قلعه نامیدند که تغییر یافتهٔ نام پیشین گرجی آن است.

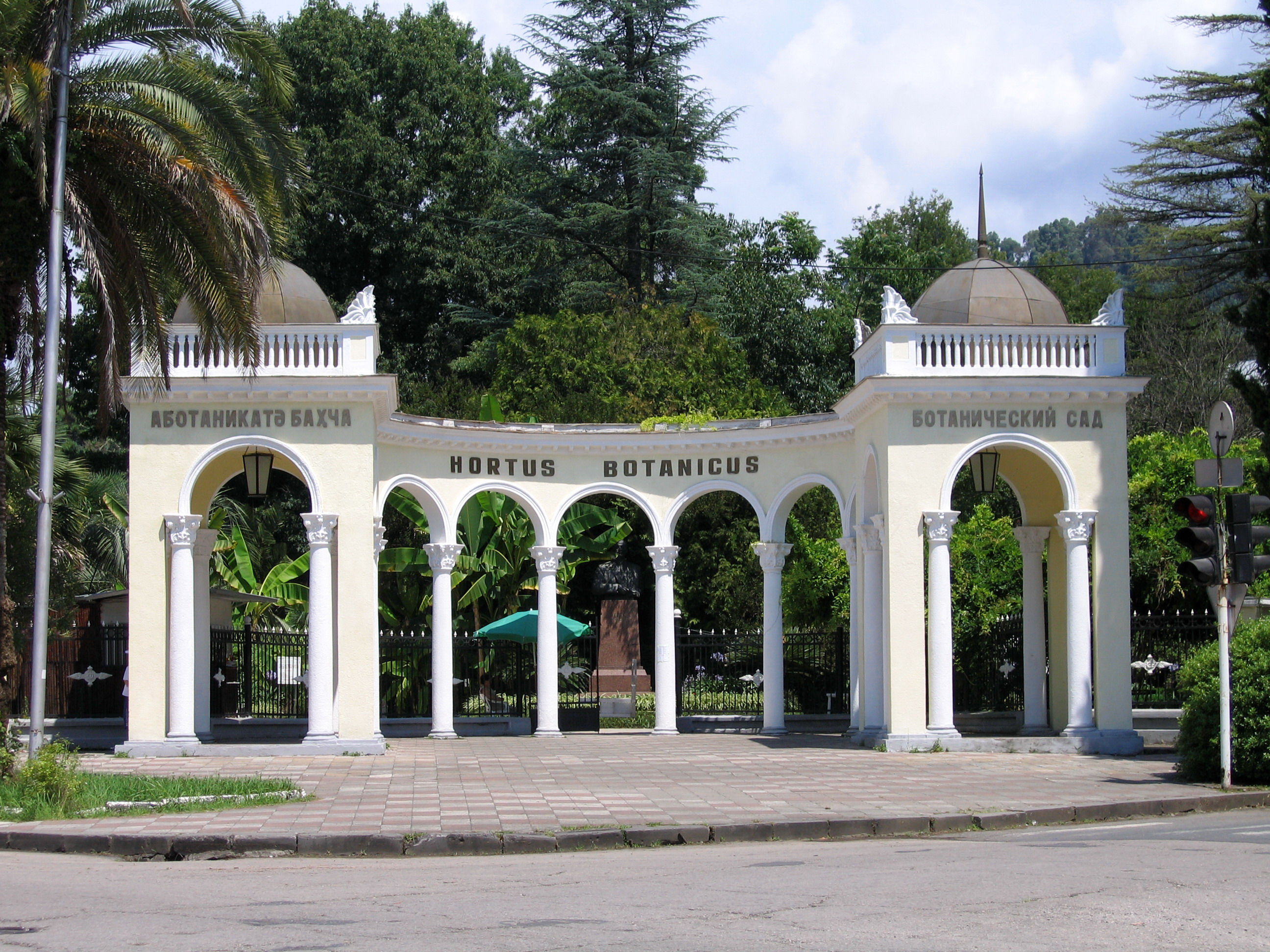
باغ گیاه‌شناسی سوخومی

به درخواست شاهزادهٔ طرفدار روسیهٔ آبخاز، این شهر در سال ۱۸۱۰ توسط نیروی تفنگداران دریایی روسیه مورد حمله قرار گرفت و سپس به یک پایگاه عمده در شمال غرب قفقاز تبدیل شد. (نگاه کنید به استیلای روسیه بر قفقاز). سوخومی در سال ۱۸۴۷ به‌عنوان یک بندر رسمی اعلام شد و پس از آنکه افراد خاندان شرواشیدزه توسط مقامات روسی در سال ۱۸۶۴ برکنار شدند، این شهر مستقیماً به امپراتوری روسیه ضمیمه شد. در جریان جنگ روسیه و عثمانی (۱۸۷۷–۱۸۷۸)، این شهر برای مدتی کوتاه تحت کنترل نیروهای عثمانی و شورشیان آبخاز-چرکس قرار گرفت. پس از الحاق آن، سوخومی به مرکز اداری استان سوخومی در استان کوتائیسی تبدیل شد.

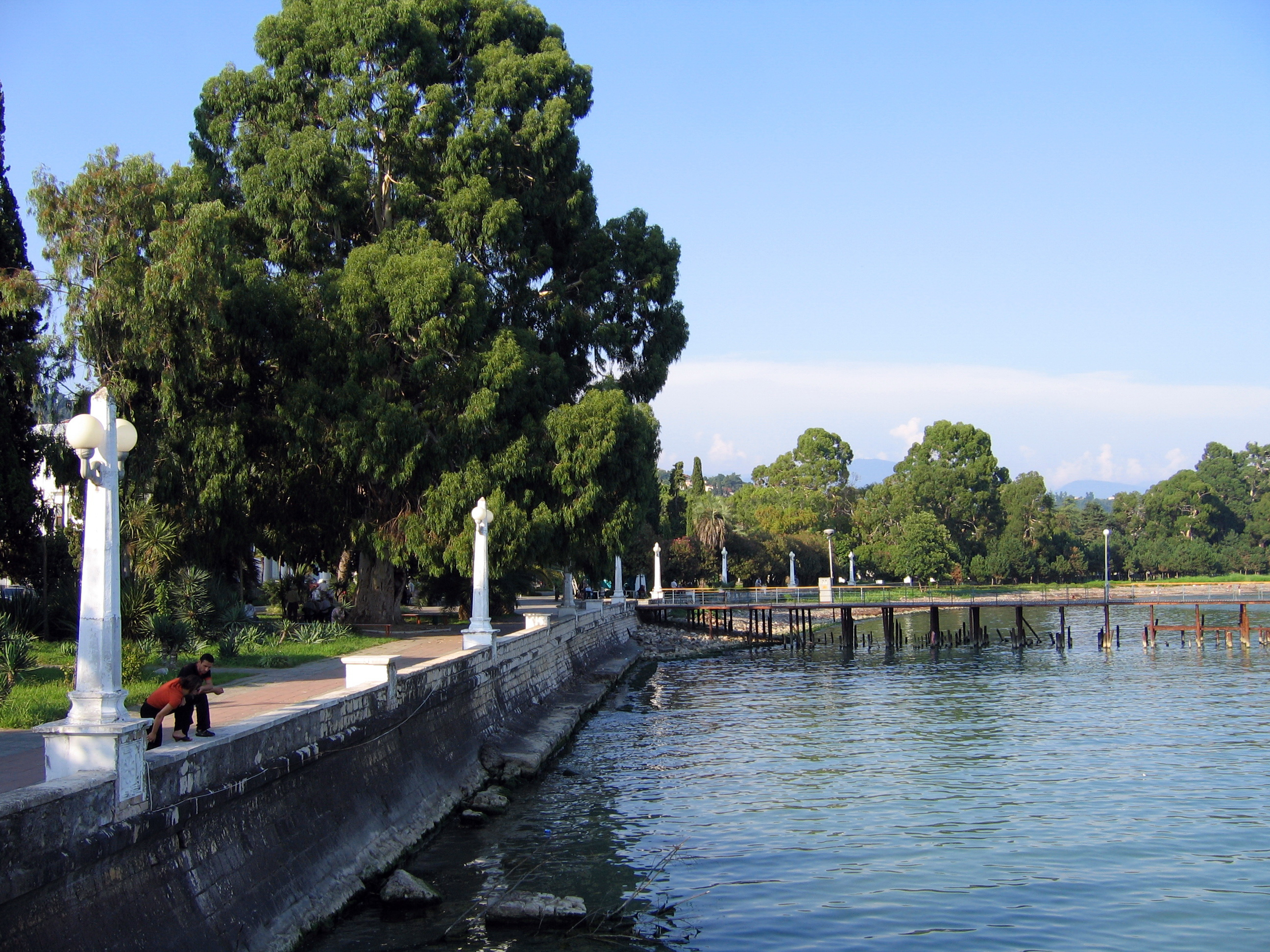
ساحل سوخومی

پس از انقلاب روسیه، این شهر و کل آبخازستان درگیر آشوب‌های جنگ داخلی روسیه شدند. در مه ۱۹۱۸، حکومت کوتاه‌مدت بلشویک در این شهر سرکوب شد و سوخومی به‌عنوان مقر شورای مردمی خودمختار آبخاز و مرکز حکومت کل گرجستان در جمهوری دموکراتیک گرجستان ادغام شد. ارتش سرخ و انقلابیون محلی در ۴ مارس ۱۹۲۱ این شهر را از نیروهای گرجی تصرف کردند و حکومت شوروی را اعلام نمودند. سوخومی به‌عنوان پایتخت جمهوری سوسیالیستی شوروی آبخاز، که از طریق «معاهدهٔ اتحادی» به جمهوری شوروی سوسیالیستی گرجستان وابسته بود، از ۱۹۲۱ تا ۱۹۳۱ عمل کرد، تا اینکه در این سال به پایتخت جمهوری خودمختار سوسیالیستی آبخاز درون جمهوری گرجستان شوروی تبدیل شد. تا سال ۱۹۸۹، سوخومی ۱۲۰٬۰۰۰ نفر جمعیت داشت و یکی از شهرهای پررونق گرجستان به‌شمار می‌رفت. بسیاری از ویلاهای تعطیلاتی معروف به داچا، متعلق به رهبران شوروی در این شهر قرار داشت.

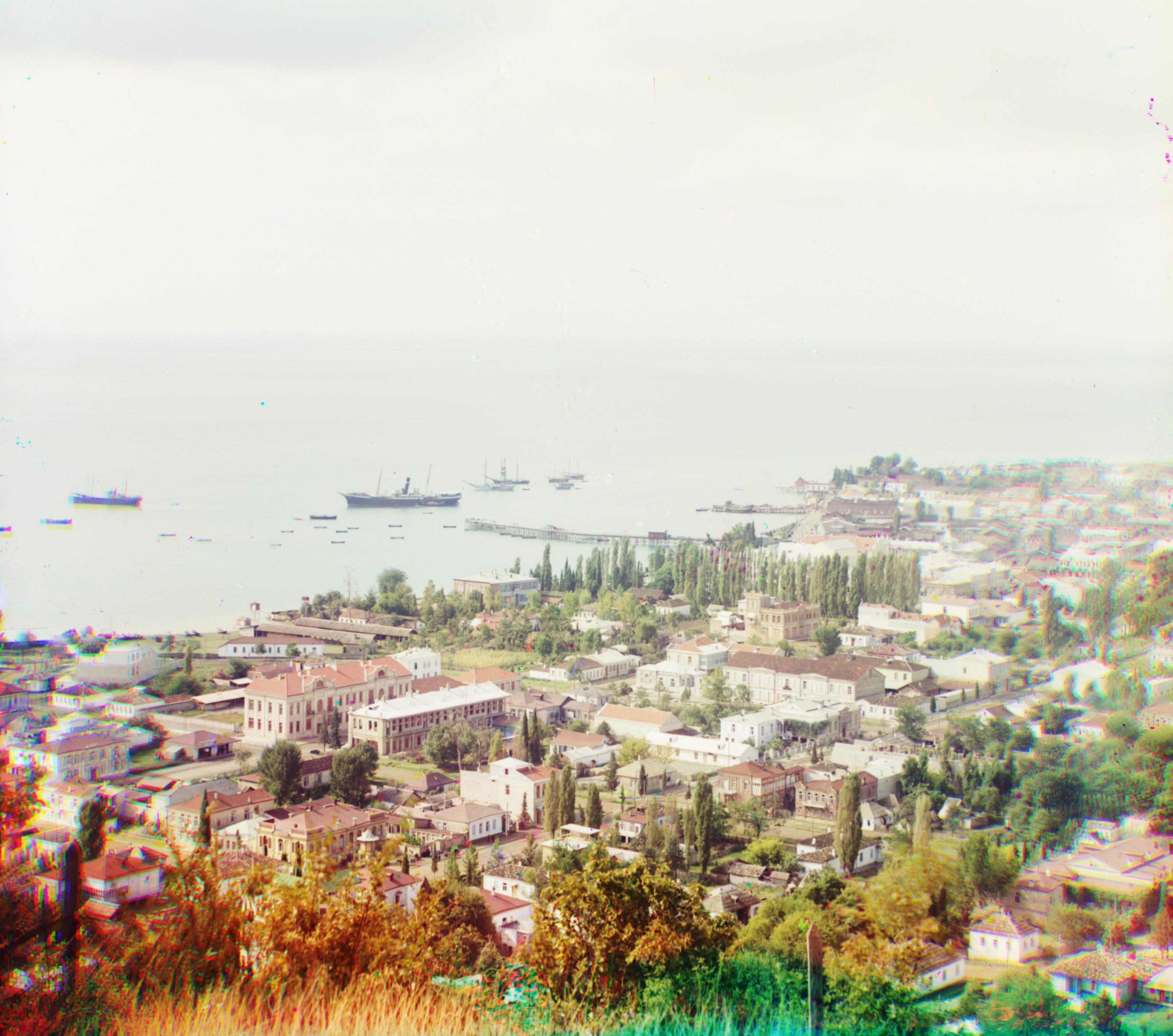
سوخومی در سال ۱۹۱۲. عکس رنگی اولیه از سرگئی پروکودین-گورسکی

از شورش‌های ۱۹۸۹، سوخومی به مرکز درگیری آبخاز تبدیل شد و در جریان جنگ آبخاز (۱۹۹۲-۱۹۹۳) به‌شدت آسیب دید. در طول جنگ، این شهر و مناطق اطراف آن تقریباً هر روز هدف حملات هوایی و گلوله‌باران توپخانه‌ای قرار گرفتند که منجر به تلفات سنگین غیرنظامیان شد. در ۲۷ سپتامبر ۱۹۹۳، نبرد برای تصرف سوخومی با پاکسازی قومی گرجی‌ها در آبخاز، علیه اکثریت جمعیت گرجی این شهر، به پایان رسید (نگاه کنید به کشتار سوخومی). در میان قربانیان، اعضای دولت طرفدار گرجستان در آبخاز، از جمله ژیولی شارتاوا، راوول اشبا و دیگران، و همچنین شهردار سوخومی گورام گابیسکیریا، بودند.
اگرچه شهر پس از جنگ نسبتاً آرام بوده و تا حدودی بازسازی شده است، اما همچنان از پیامدهای جنگ رنج می‌برد و تنوع قومی پیشین خود را بازیابی نکرده است. یک برنامهٔ نسبتاً بزرگ بازسازی زیرساخت‌ها در سال‌های ۲۰۱۹–۲۰۲۰ آغاز شد که بر نوسازی اسکلهٔ شهر، بازسازی جاده‌های شهری و پاکسازی پارک‌های شهر متمرکز بود. جمعیت این شهر در سال ۲۰۱۷، حدود ۶۵٬۷۱۶ نفر بود، در حالی که در سال ۱۹۸۹ حدود ۱۲۰٬۰۰۰ نفر جمعیت داشت. در فصل تعطیلات تابستانی، جمعیت این شهر معمولاً دو تا سه برابر افزایش می‌یابد و با ورود تعداد زیادی گردشگر بین‌المللی همراه است.
در سال ۲۰۲۱، در این شهر ناآرامی‌های ۲۰۲۱ آبخاز رخ داد که منجر به استعفای رئیس‌جمهور آسلان بژانیا شد.
آبخازی‌ها به‌طور جمعی به دلیل شورش ۱۸۷۷ مقصر شناخته شدند و محدودیت‌هایی بر آنها اعمال شد که از استقرار آنها در نزدیکی سواحل (به‌جز اعضای طبقات بالا) یا زندگی در سوخومی جلوگیری می‌کرد. بخش مرکزی و ویران‌شدهٔ آبخازستان، که امروزه شامل ناحیه‌های سوخومی و گولریپشی است، میان رودهای پسیرتسخا و رود کودوری به یک منطقهٔ استعماری برای ادارهٔ امپراتوری تبدیل شد. در نتیجه، یک منطقهٔ حائل میان آبخازی‌های گوداوتا و اوچامچیرا ایجاد شد و آبخازی‌ها حق استقرار در این بخش از سرزمین خود را نداشتند. در همین حال، هزاران ارمنی، مینگرلی، یونانی، روس، استونیایی، آلمانی و مولداویایی از سال ۱۸۷۹ در این منطقه اسکان داده شدند.

### دین
بیشتر ساکنان این شهر به کلیسای ارتدکس شرقی، کلیسای حواری ارمنی، اسلام و دین سنتی آبخاز تعلق دارند.

## فرهنگ

### جاذبه‌های اصلی
تئاترهای سوخومی اجراهای کلاسیک و امروزی را ارائه می‌دهند و فصل تئاتر از سپتامبر تا ژوئن ادامه دارد. چندین گالری و موزه، هنرهای بصری تاریخی و امروزی آبخاز را به نمایش می‌گذارند. باغ گیاه‌شناسی سوخومی که در سال ۱۸۴۰ تأسیس شده، یکی از قدیمی‌ترین باغ‌های گیاه‌شناسی در قفقاز است.

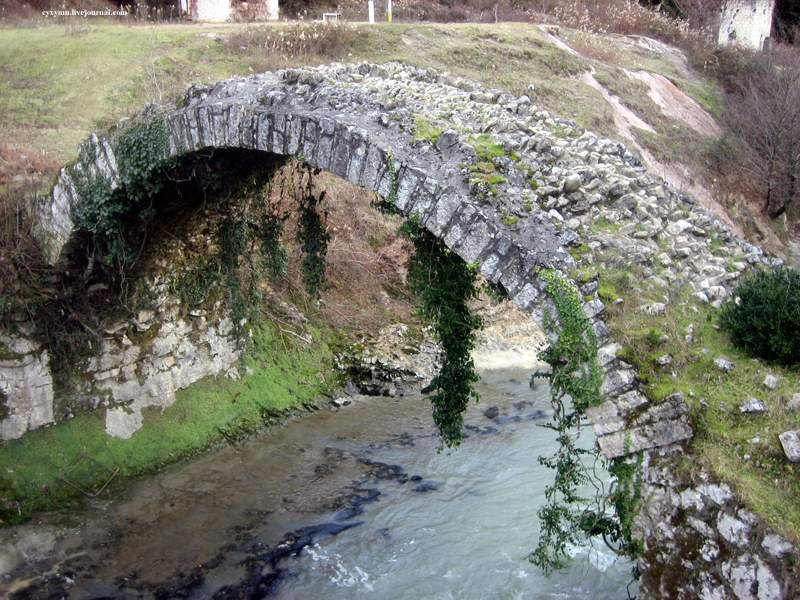
پل قرون وسطایی بسلیتی بر روی رود بسلتکا که به نام ملکه تامار نیز شناخته می‌شود.

سوخومی دارای چندین بنای تاریخی مهم است که از جمله می‌توان به پل بسلیتی اشاره کرد که در دوران حکومت ملکه تامار در سدهٔ دوازدهم ساخته شد. همچنین، بقایای بناهای تاریخی دیگری در شهر مشهود است، از جمله دیوارهای رومی، قلعهٔ باگرات، و چندین برج دیوار کلاسوری که به نام دیوار بزرگ آبخاز نیز شناخته می‌شود و بین سال‌های ۱۶۲۸ تا ۱۶۵۳ توسط لوان دوم دادینی برای محافظت از قلمرو خود در برابر قبایل آبخاز ساخته شد.
علاوه بر این، در این شهر دژ جنوایی متعلق به سدهٔ چهاردهم و قلعهٔ عثمانی متعلق به سدهٔ هجدهم نیز وجود دارند. صومعه کامانی از سدهٔ یازدهم (۱۲ کیلومتر (۷ مایل) از سوخومی) بر اساس سنت، بر روی آرامگاه جان کریسوستوم ساخته شده است. در فاصلهٔ حدود ۲۲ کیلومتر (۱۴ مایل) از سوخومی، نیو آتوس با ویرانه‌های شهر قرون وسطایی دژ آناکوبیا قرار دارد. صومعهٔ نیو آتوس با سبک معماری نئوبیزانسی در دههٔ ۱۸۸۰ به دستور تزار الکساندر سوم، امپراتور روسیه ساخته شد.
در شمال سوخومی، در کوه‌ها، غار کروبرا قرار دارد که یکی از عمیق‌ترین غارهای جهان با عمقی حدود ۲٬۱۴۰ متر است.

## شهرهای خواهرخوانده
- کیلمارناک، اسکاتلند
- پودولسک، روسیه
- تیراسپول، ترنسنیستریا